# Budo 2011 Aleksandrów Łódzki
Budo 2011 Aleksandrów Łódzki – polski klub rugby union z siedzibą w Łodzi, powstały w 2011 w wyniku przejęcia drużyny seniorów rugby klubu KS Budowlani Łódź. Do 2019 noszący nazwę Budowlani SA Łódź, a w latach 2019–2023 Rugby Łódź (ze względów sponsorskich Master Pharm Rugby Łódź). Czterokrotny mistrz Polski i dwukrotny zdobywca Pucharu Polski. Na początku 2024, pół roku po zdobyciu ostatniego tytułu mistrza Polski, wycofał się rozgrywek Ekstraligi.

## Historia
Klub Budowlani SA Łódź powstał w 2011 r. poprzez przejęcie zawodników drużyny seniorów z istniejącej od 1968 sekcji rugby klubu KS Budowlani przez powołaną wcześniej spółkę. 22 lutego 2011 podpisano umowę o współpracy pomiędzy klubem i spółką, zgodnie z którą spółka przejęła drużynę seniorów, a także zyskała prawo do wykorzystania dorobku sportowego sekcji rugby. Już w 2012 doszło do konfliktu pomiędzy stronami umowy, zakończonego w 2014 podpisaniem ugody, w której potwierdzono, że umowa z 2011 obowiązuje w zakresie przekazania spółce drużyny seniorów rugby. W 2019 w wyniku uchwały Zarządu Polskiego Związku Rugby w sprawie zaprzestania wykorzystywania dorobku Budowlanych Łódź, klub zmienił nazwę na Master Pharm Rugby Łódź. Na przełomie 2022 i 2023 klub podjął decyzję o przeniesieniu miejsca rozgrywania spotkań z Łodzi do Aleksandrowa Łódzkiego i przyjęciu nowej nazwy: Budo 2011 Aleksandrów Łódzki.
Drużyna osiągała liczne sukcesy w mistrzostwach Polski, mistrzostwach Polski w rugby 7 oraz Pucharze Polski:
- 2011: srebrny medal mistrzostw Polski, Puchar Polski,
- 2012: srebrny medal mistrzostw Polski, Puchar Polski, srebrny medal mistrzostw Polski rugby 7,
- 2013: brązowy medal mistrzostw Polski,
- 2014: brązowy medal mistrzostw Polski rugby 7,
- 2015: srebrny medal mistrzostw Polski,
- 2016: mistrzostwo Polski, Puchar Polski Ekstraligi,
- 2017: mistrzostwo Polski,
- 2018: mistrzostwo Polski[4],
- 2019: wicemistrzostwo Polski[5],
- 2021: wicemistrzostwo Polski[6],
- 2023: mistrzostwo Polski[7].

Po rozegraniu rundy jesiennej sezonu 2023/2024 (podczas której Budo 2011 wygrało tylko dwa z dziewięciu spotkań), utracie w przerwie zimowej trenera, głównego sponsora i wielu zawodników, drużyna nie przystąpiła do rundy wiosennej i wycofała się z rozgrywek Ekstraligi.